# Elizabeth A. Lynn
Elizabeth Anne Lynn (* 8. Juni 1946 in New York) ist eine US-amerikanische Schriftstellerin von Science-Fiction- und Fantasy-Romanen sowie Erzählungen. Im Jahr 1980 wurde sie mit dem World Fantasy Award ausgezeichnet.

## Leben
Lynn studierte an der Case Western Reserve University in Cleveland (Ohio), welche sie 1967 mit dem Bachelor of Arts abschloss. Den Master of Arts machte sie 1968 an der University of Chicago. Im Anschluss daran arbeitete sie bis 1970 als Lehrerin und danach bis 1975 als leitende Krankenhausangestellte in Evanston und San Francisco.
Ihre erste Erzählung Wir müssen alle einmal fort (We all have to go) wurde 1976 veröffentlicht. Im Jahr 1978 folgte ihr erster Science-Fiction-Roman Das Wort heißt Vollkommenheit (A Different Light). Für ihre Erzählung Die Frau, die den Mond liebte (The Woman Who Loved the Moon) sowie für ihren Fantasy-Roman Die Zwingfeste (Watchtower) wurde sie 1980 auf der World Fantasy Convention mit dem World Fantasy Award ausgezeichnet.
Ab Mitte der 1980er Jahre litt Lynn an einer schweren Schreibblockade. Während dieser Zeit bestritt sie ihren Lebensunterhalt unter anderem, indem sie Kampfsport unterrichtete. Ende der 1980er Jahre schrieb sie zwei Erzählungen. Erst fünf Jahre später hatte sie mit der Vollendung des Romans Dragon’s Winter die Schreibblockade überwunden. Seitdem veröffentlichte sie weitere Arbeiten.
Ihre Geschichten zeichnen sich durch eine einfühlsame psychologische Zeichnung ihrer Figuren aus. Oft wird sie als Vertreterin einer „feministischen Science-Fiction“ bezeichnet. Häufig wiederkehrende Themen in ihren Geschichten sind Geschlechtsidentität und Homosexualität.
In der Fachzeitschrift Locus vom Oktober 1997 wurde ein Interview mit Elizabeth A. Lynn veröffentlicht. Sie äußert sich darin unter anderem zu ihrer überwundenen Schreibblockade und zu dem Roman Dragon’s Winter.
Elizabeth A. Lynn lebt und arbeitet in der San Francisco Bay Area und ist Kampfsportlehrerin.

## Werke
(Die Auflistung der Werke orientiert sich am Datum der Erstveröffentlichung. Die Reihenfolge der Serien richtet sich nach dem ersten veröffentlichten Band der jeweiligen Serie. Die Angaben zur Internationalen Standardbuchnummer (ISBN) beziehen sich auf die erste Ausgabe des jeweiligen Werkes. Bei älteren Romanen beziehen sie sich teilweise auf spätere Ausgaben, da die ISBN erst Anfang der 1970er Jahre eingeführt worden ist.)

### Tornor Trilogie
In Deutschland wurde die Trilogie 1983 vom Heyne Verlag unter dem Titel Die Chroniken von Tornor veröffentlicht:
- Die Zwingfeste. 1983 ISBN 3-453-30886-7 (Watchtower. 1979 ISBN 0-399-12272-9)
- Die Tänzer von Arun. 1983 ISBN 3-453-30887-5 (The Dancers of Arun. 1979 ISBN 0-425-04565-X)
- Die Frau aus dem Norden. 1983 ISBN 3-453-30888-3 (The Northern Girl. 1980 ISBN 0-425-04725-3)

Ab 2000 brachte Knaur die Trilogie als Neuauflage unter dem Titel Die Türme von Tornor heraus:
- Die Winterfestung. 2000 ISBN 3-426-70210-X (Watchtower. 1979)
- Der Rat der Hexer. 2001 ISBN 3-426-70211-8 (The Dancers of Arun. 1979)
- Die Träumer von Kendra. 2001 ISBN 3-426-70212-6 (The Northern Girl. 1980)

### Karadur Atani
- (Dragon’s Winter. 1998 ISBN 0-333-72372-4)
- (Dragon’s Treasure. 2003 ISBN 0-333-72373-2)

### Weitere Romane
- Das Wort heißt Vollkommenheit. 1981 ISBN 3-442-23375-5 (A Different Light. 1978 ISBN 0-425-03890-4)
- Sardonyxnetz. 1983 ISBN 3-453-30974-X (The Sardonyx Net. 1981 ISBN 0-399-12588-4)
- Das silberne Pferd. 1989 ISBN 3-7941-3093-6 (The Silver Horse. 1984 ISBN 0-312-94404-7)

### Erzählbände
- Die Frau, die den Mond liebte. 1984 ISBN 3-453-31076-4 (The Woman Who Loved the Moon And Other Stories. 1981 ISBN 0-425-05161-7)
Die Besessenen (Obsessions)
Der Drachen, der im Wasser lebte (The Dragon That lived in the Sea)
Die Frau, die den Mond liebte (The Woman Who Loved the Moon)
Die Frau in der Telefonzelle (The Woman in the Phone Booth)
Die Geschichte von Jubiläa (Jubilee’s Story)
Die Götter von Reorth (The Gods of Reorth)
Die Heiligen von Driman (The Saints of Driman)
Ich träum’ von einem Fisch, ich träum’ von einem Vogel (I Dream of a Fish, I Dream of a Bird)
Die Insel (The Island)
Der Mann, der schwanger wurde (The Man Who Was Pregnant)
Mit den Augen der Seele (Mindseye)
Sieh mich nicht an! (Don’t Look at Me)
Der Traum des Weißen Königs (The White King’s Dream)
Wir müssen alle einmal fort (We All Have to Go)
Zauberers Reich (Wizard’s Domain)
Der Zirkus, der verschwand (The Circus That Disappeared)
- (Tales from a Vanished Country. 1990)
(Wizard’s Domain)
(The Woman Who Loved the Moon)
(The Red Hawk)

### Erzählungen
(Die Angaben beziehen sich jeweils auf die erste deutsche Veröffentlichung sowie die erste englische Veröffentlichung.)
- Wir müssen alle einmal fort. 1984 (We All Have to Go. 1976)1
(In: Mystery Writers of America (Hrsg.) Tricks and Treats. 1976 ISBN 0-385-11416-8)
- Die Heiligen von Driman. 1984 (The Saints of Driman. 1977)1
(In: Daniel Halpern (Hrsg.) Antæus. 1977)
- Ich träum' von einem Fisch, ich träum' von einem Vogel. 1984 (I Dream of a Fish, I Dream of a Bird. 1977).
In: Friedel Wahren (Hrsg.) Isaac Asimov’s Science Fiction Magazin, 21. Folge. 1984 ISBN 3-453-31014-4
(In: George H. Scithers (Hrsg.) Isaac Asimov’s Science Fiction Magazine. Sommer 1977)
- Mit den Augen der Seele. 1984 (Mindseye. 1977)1
(In: Roy Torgeson (Hrsg.) Chrysalis. 1977)
- Der Mann, der schwanger wurde. 1984 (The Man Who Was Pregnant. 1977)1
(In: Roy Torgeson (Hrsg.) Chrysalis. 1977)
- Die Insel. 1984 (The Island. 1977)1
(In: Edward L. Ferman (Hrsg.) The Magazine of Fantasy and Science Fiction. November 1977)
- (The Fire Man. 1977)
(In: Barry N. Malzberg, Bill Pronzini (Hrsg.) Dark Sins, Dark Dreams. 1978 ISBN 0-385-12832-0)
- Sieh mich nicht an!. 1984 (Don’t Look at Me. 1978)1
(In: Roy Torgeson (Hrsg.) Chrysalis 2. 1978)
- Der Zirkus, der verschwand. 1984 (The Circus That Disappeared. 1978)1
(In: Roy Torgeson (Hrsg.) Chrysalis 3. 1978)
- Die Geschichte von Jubiläa. 1982 (Jubilee’s Story. 1978)
In: Virginia Kidd (Hrsg.) Futura. 1982 ISBN 3-453-30786-0
(In: Virginia Kidd (Hrsg.) Millennial Woman. 1978)
- Der Drachen, der im Wasser lebte. 1984 (The Dragon That Lived in the Sea. 1979)1
(In: Roy Torgeson (Hrsg.) Other Worlds 1. 1979 ISBN 0-89083-558-6)
- Der Traum des Weißen Königs. 1984 (The White King’s Dream. 1979)1
(In: Charles L. Grant (Hrsg.) Shadows 2. 1979 ISBN 0-385-14320-6)
- Die Frau, die den Mond liebte. 1984 (The Woman Who Loved the Moon. 1979)1
(In: Jessica Amanda Salmonson (Hrsg.) Amazons!. 1979 ISBN 0-87997-503-2)
- Die Götter von Reorth. 1984 (The Gods of Reorth. 1980)1
(In: Victoria Schochet, John W. Silbersack (Hrsg.) The Berkley Showcase Volume 1. 1980 ISBN 0-425-04446-7)
- Zauberers Reich. 1984 (Wizard’s Domain. 1980)1
(In: Ellen Kushner (Hrsg.) Basilisk. 1980 ISBN 0-441-04820-X)
- Die Frau in der Telefonzelle. 1984 (The Woman in the Phone Booth. 1981)1
(In: Robert Silverberg, Marta Randall (Hrsg.) New Dimensions 12. 1981 ISBN 0-671-83086-4)
- Die Besessenen. 1984 (Obsessions. 1978)1
(In: Elizabeth A. Lynn The Woman Who Loved the Moon and Other Stories. 1981 ISBN 0-425-05161-7)
- Der rote Falke. 1983 (The Red Hawk. 1983 ISBN 0-941826-04-X)
In: Peter Wilfert (Hrsg.)  Goldmann Fantasy Foliant I. 1983 ISBN 3-442-23819-6
diese Kurzgeschichte erschien zuerst Wilferts Anthologie und wurde kurz danach in limitierter Auflage als sog. Chapbook in den USA herausgegeben
- (At the Embassy Club. 1985)
(In: Gardner Dozois (Hrsg.) The Year’s Best Science Fiction: Second Annual Collection. 1985 ISBN 0-312-94485-3)
- (California Dreaming. 1992)
(In: Ellen Datlow (Hrsg.) OMNI Best Science Fiction One. 1992 ISBN 0-87455-277-X)
- (The Princess in the Tower. 1993)
(In: Ellen Datlow, Terri Windling (Hrsg.) Snow White, Blood Red. 1993 ISBN 0-688-10913-6)
- Der Silberdrache. 2007 (The Silver Dragon. 2004).
In: Hannes Riffel (Hrsg.)  Pandora 02. 2007 ISBN 978-3-926126-73-3
(In: Al Sarrantonio (Hrsg.) Flights: Extreme Visions of Fantasy. 2004 ISBN 0-451-45977-6)

1 In: Elizabeth A. Lynn Die Frau, die den Mond liebte. 1984 ISBN 3-453-31076-4 (The Woman Who Loved the Moon And Other Stories. 1981)

### Essays
- (Shirley Jackson. 1981)
(In: Jeff Frane, Jack Rems (Hrsg.) Seventh World Fantasy Convention. 1981)
- (The Risks of Fantasy. 1989)
(In: Kristine Kathryn Rusch (Hrsg.) Pulphouse: The Hardback Magazine Issue 3. Frühjahr 1989)

## Auszeichnungen
- 1980 für Watchtower den World Fantasy Award in der Kategorie bester Roman.[3]

Ebenfalls im Jahr 1980 für den World Fantasy Award nominiert war ihr Roman The Dancers of Arun und die Kurzgeschichte The Woman Who Loved the Moon. Darüber hinaus waren sie und ihre Werke bereits für den John W. Campbell Award for the Best New Writer in Science Fiction, den Mythopoeic Fantasy Award und zehnmal für den Locus Award, zuletzt 2005, nominiert. Des Weiteren wurden ihre Werke sowohl auf der Short List des James Tiptree, Jr. Award als auch auf der des James Tiptree, Jr. Retrospective Award genannt.